# 中国—汤加关系
中國—湯加關係（英語：China–Tonga relations）是指中華人民共和國和湯加之間的關係，兩國于1998年建交，双方在外交、经济和军事上维持了较为密切的关系。

## 背景
对中华人民共和国和中华民国（台湾）来说，大洋洲是开展外交竞争的重要地区。大洋洲有10个国家或地区承认中华人民共和国，有4个国家或地区承认中华民国，这两个数字常因大洋洲的岛国在承认北京和台北政权的摇摆而改变。由于一个中国的政策，不可能有国家同时与中华人民共和国和中华民国保持外交关系，因而中华人民共和国和中华民国都对大洋洲的小岛国加以外交恩惠以获取外交承认。2003年，中华人民共和国宣布其将加大与太平洋岛国论坛的外交联系，并加大对该组织的经济援助 。2006年，中国国务院总理温家宝宣称将加大中国同太平洋岛国之间的经济合作，中国将提供更多的经济援助，免除最不发达国家出口到中国商品的关税，减免这些国家的债务，捐助抗疟疾药物，并提供对2000名岛国的官员和技术人员的培训。2006年，温家宝成为第一位访问太平洋岛国的中国总理，南太平洋大学的太平洋研究专家Ron Crocombe教授指出，“相比其它国家，有更多的太平洋岛国官员前往中国进行访问”。

## 政治关系
2008年4月，汤加国王乔治·图普五世访问中国，重申对一个中国政策的支持。根据新华社的报道，国王表示支持中华人民共和国政府在西藏骚乱中所采取的措施。国王会见中国国防部部长、中央军委委员梁光烈，以加强双方在军事上的交流同合作。
2014年11月，中共中央总书记、中国国家主席习近平在斐济楠迪同时任汤加首相图伊瓦卡诺会晤，双方建立相互尊重、共同发展的战略伙伴关系。2018年11月，中共中央总书记、中国国家主席习近平在巴布亚新几内亚莫尔斯比港会见汤加首相波希瓦，双方建立相互尊重、共同发展的全面战略伙伴关系。

## 经贸关系

### 贸易
| 年分 | 进出口  | 进出口 | 出口至汤加 | 出口至汤加 | 自汤加進口 | 自汤加進口 |
| 年分 | 金额    | 年增速 | 金额       | 年增速     | 金额       | 年增速     |
| ---- | ------- | ------ | ---------- | ---------- | ---------- | ---------- |
| 2019 | 2957.3  | ▲18.0  | 2944.3     | ▲18        | 13         | ▲9.7       |
| 2020 | 3395.6  | ▲14.8  | 3371.9     | ▲14.5      | 23.8       | ▲82.6      |
| 2021 | 5369.3  | ▲58.1  | 5365.2     | ▲59.1      | 4.1        | ▼82.6      |
| 2022 | 5536.6  | ▲3.2   | 5536.4     | ▲3.3       | 0.2        | ▼95.4      |
| 2023 | 5758.96 | ▼4.02  | 5758.72    | ▼4.02      | 0.25       | ▲25        |

2022年，中汤贸易额为5689.2万美元，同比增长6.0%。其中，中国出口额为5689万美元，同比增长6.1%；进口额为1887美元，同比下降95.5%。
中国对汤加出口商品主要类别包括：①机电产品；②塑料及橡胶制品；③杂项制品；④贱金属及其制品；⑤食品、饮料、烟酒。
中国从汤加进口商品主要类别包括：①木材及其制品；②植物产品。

### 援助
2006年，在努库阿洛法骚乱之后，中国进出口银行对汤加提供了利率只有2%的1亿1800万美元贷款，其中的大部分用于支付给中国公司开展的基础建设。
2013年，中国政府赠送了60架新舟60给汤加的航空公司。

## 文化关系
2003年初起，中国政府开始派教师赴汤加任教，每期2名。中国自1999年起每年向汤加提供政府奖学金名额。汤加每年应邀选派官员或青年来华参加中方举办的各类培训班或研修班。2022年12月，中汤双方签署《中华人民共和国教育部与汤加王国教育部关于合作开展汤加王国中文教育项目的谅解备忘录》。
2005年4月，中汤双方签署《中华人民共和国国家旅游局和汤加王国政府旅游观光局关于中国旅游团队赴汤加旅游实施方案的谅解备忘录》。2006年4月，中国批准汤加为中国公民旅游目的地国。2015年7月，中汤双方签署《中华人民共和国国家旅游局与汤加王国基础设施和旅游部关于旅游合作的谅解备忘录》。2016年6月，中国同汤加签订了两国之间的《关于互免普通护照人员签证的协定》，并于同年8月19日生效。

## 军事关系
2001年，汤加同中国宣布加强双方的军事关系。 2008年，中国对汤加提供了超过34万欧元的军事设备。
2012年8月，中国海军“郑和”号远洋航海训练舰访问汤加。2014年8月、2018年8月，中国“和平方舟”海军医院船两次赴汤巡诊。

## 汤加华人现状
截至2001年，大约有三千至四千华人居住在汤加，占总人口的3%至4%。汤加华人是汤加主要的少数民族族群，自二十世纪九十年代起遭受了包括种族暴力在内的显著的种族歧视。
2006年，骚乱者严重捣毁了汤加华人在努库阿洛法所开的商店。
这些事件对中国—汤加关系并没有显著的负面影响。2011年，汤加外交副部长对中国持续的经济援助回应说“我们同中国有着密切的双边关系”。